# آدم موفات
آدم موفات (بالإنجليزية: Adam Moffat)‏ (15 مايو 1986 بغلاسكو في المملكة المتحدة - ) هو لاعب كرة قدم بريطاني في مركز الوسط. لعب مع سياتل ساوندرز وكولومبوس كرو ونادي دالاس ونادي روس كاونتي وهيوستن دينامو وبورتلاند تمبرز وإلغين سيتي ‏ وNew York Cosmos (2010) ‏ وCleveland City Stars ‏.

## وصلات خارجية
- آدم موفات على موقع الدوري الأمريكي (الإنجليزية)
- آدم موفات على موقع قاعدة بيانات كرة القدم.إي يو (الإنجليزية)